# Торопыгин, Владимир Васильевич
Влади́мир Васи́льевич Торопы́гин (20 марта 1928, Ленинград — 17 мая 1980, Ленинград) — русский советский писатель. Главный редактор литературных журналов «Костёр» (1962—1973) и «Аврора» (1973—1977).

## Биография
Родился в семье служащих-экономистов. Детство прошло на Лиговке, Обводном канале в Ленинграде.
После начала Великой Отечественной войны, осенью 1941, вместе со сверстниками был эвакуирован в Ярославскую область, их разместили в имении, оставленного «в порядке исключения» советской властью революционеру-народовольцу, учёному и поэту Николаю Морозову (1854—1946).
Окончил отделение журналистики филологического факультета ЛГУ (1951). Член КПСС с 1954 года.
Занимался в ЛИТО (литературном объединении) ЛГУ вместе с будущими литераторами Василием Бетаки, Владимиром Алексеевым, Александром Крестинским, Вольтом Сусловым, Олегом Шестинским, Майей Борисовой, Юрием Голубенским, Феликсом Нафтульевым, будущим кинорежиссёром Игорем Масленниковым. Руководил ЛИТО поэт Леонид Хаустов.
Был снят с должности главного редактора журнала «Аврора» за публикацию стихов Нины Королёвой, в которых мельком упоминался расстрел царской семьи: «И в год, когда пламя металось на знамени тонком, в том городе не улыбалась царица с ребёнком…»
Скончался после тяжёлой болезни. Похоронен на Комаровском кладбище.